# Vermilíngues
Vermilíngues (Vermilingua)  é uma subordem de mamíferos placentários da ordem dos pilosos, endêmicos das Américas, que são vulgarmente conhecidos por tamanduás ou papa-formigas.

## Classificação
- Subordem Vermilingua Illiger, 1811 emend. Gray, 1869
- Gênero †Argyromanis Ameghino, 1904 (incertae sedis)
- Gênero †Orthoarthrus Ameghino, 1904 (incertae sedis)
- Família Cyclopedidae Pocock, 1924
  - Gênero †Palaeomyrmidon Roverento, 1914 (fóssil)
  - Gênero Cyclopes Gray, 1821
- Família Myrmecophagidae Gray, 1825
  - Gênero †Promyrmecophagus Ameghino, 1904  (fóssil)
  - Gênero †Protamandua Ameghino, 1904 (fóssil)
  - Gênero Tamandua Gray, 1825
  - Gênero †Neotamandua Rovereto, 1914 (fóssil)
    - Neotamandua conspicua Rovereto, 1914
    - Neotamandua borealis Hirschfeld, 1976 - Formação La Venta, Colômbia, Mioceno.

  - Gênero Myrmecophaga Linnaeus, 1758